# Santa Rosa del Abuná
Santa Rosa del Abuná è un comune (municipio in spagnolo) della Bolivia nella provincia di Abuná (dipartimento di Pando) con 2.922 abitanti (dato 2010).

## Cantoni
Il comune è suddiviso in 2 cantoni.
- Nacebe
- Teduzara